# Nuisiana arboris
Nuisiana arboris is een spinnensoort in de taxonomische indeling van de Desidae.
Het dier behoort tot het geslacht Nuisiana. De wetenschappelijke naam van de soort werd voor het eerst geldig gepubliceerd in 1959 door Brian J. Marples.